# Доминика на Зимским олимпијским играма 2014.
Доминики је ово било прво учешће на Зимским олимпијским играма. На Зимске олимпијске игре у Сочију 2014.
Доминику је представљало двоје такмичара односно брачни пар Анђелика и Гари ди Силвестри који је требало да се такмиче у скијашком трчању.
Заставу Доминике на свечаном отварању Олимпијским играма 2014. носио је Гари ди Силвестри, који је уједно са својих 47 година и 12 дана био и настарији олимпијац Доминика од када учествује на олимпијским играма.

## Случај пара Ди Сиплвестри
Брачни пар Анђелика и Гари ди Силвестри, су Американци који су захваљујући хуманитарном раду на Доминики, добили њено почасно држављанство, а држава је одлучила да их пошаље на Олимпијске игре у Сочију. Ди Стефанови су основали Скијашки савез, који је прихватила Међународна скијашка федерација (ФИС), а потом су Гари и Анђелика учествовали на довољном броју трка да испуне норму за игре.
Дан после отварања игара Гари је завршио у болници пошто се отровао пијући прљаву воду после пуцања цеви у олимпијском селу. Сместивши супруга у болницу Анђелика одлази на први тренинг где је доживела несрећу после које је морала на операцију. Три пута је подвргнута операцији носа, а провела је и 36 сати на интензивној нези и није могла учествовати на такмичењу.
Гари ди Силвестри изашао је на старт трке на 15 километара и одустао после 300 метара.
Да се Анђелика такмичила, она би са својих 48 година постала најстарија жена свих времена која се такмичла на у скијашлком трчању на зимским олимпијским играма, надмашивши Норвежанку Хилди Педерсен који се 41. годином такмичила, на Зимским олимпијским играма у Торину 2006.

## Скијашко трчање

### Мушкарци
| Скијашица         | Дисциплина     | Финале | Финале    | Финале  |
| Скијашица         | Дисциплина     | Време  | Заостатак | Пласман |
| ----------------- | -------------- | ------ | --------- | ------- |
| Гари ди Силвестри | 15 км класично | НЗ     | НЗ        | НЗ      |